# Абу Сальма
Абу Сальма (араб. أبو سلمى‎, псевд.; наст. имя — Абд аль-Керим аль-Карми, араб. عبد الكريم الكرمي‎) — палестинский арабский поэт и общественный деятель Иордании.

## Биография
Родился в городе Тулькарм в Сирийском вилайете Османской империи (сейчас на территории Палестинской автономии). Год его рождения в разных источниках разнится от 1906 до 1910.
Его отец — шейх Саид аль-Карма (1852—1935) — был известным и уважаемым в арабском мире литератором, политическим и общественным деятелем, одним из восьми основателей Арабской академии в Дамаске и вице-президентом её совета.
Абд аль-Керим аль-Карма получил первичное образование в Тулькарме. Продолжал учился и когда в 1918 году семья переехала в Дамаск и затем в 1922 — в Амман. В 1927 году получил степень бакалавра в Юридическом институте в Иерусалиме, где остался преподавать. Там же получил право заниматься адвокатской практикой. В 1936 году был уволен британскими властями и пошёл работать на радио. В 1943 году поселился в Хайфе, где стал известным адвокатом, защищавшим участников арабского национально-освободительного движения.
В 1948 году после раздела Палестины и установления израильского контроля над Хайфой покинул этот город и поселился в Дамаске, где занимался адвокатской деятельностью, преподавал литературу и арабский язык в средней школе. Также работал в Министерстве информации Иордании.
Был членом Национального комитета сторонников мира и Общества арабо-советской дружбы. Возглавлял иорданскую делегацию на 3-м съезде арабских писателей (1957) в Каире и на конференции писателей стран Азии и Африки в Ташкенте (1958).
В 1970-е годы страдал тяжёлой болезнью крови. Лечился в том числе и в Москве. В 1980 году его сын Саид, работавший в США врачом, привёз его туда для дальнейшего лечения, где он и умер 11 октября 1980 года. Похоронен в Дамаске.

## Творчество
Автор сборников стихов, один из которых «Скиталец» (араб. المشرد‎, 1951) посвящён судьбе арабских беженцев из Палестины и борьбе против империализма. Касыды «Багдад» (1958) и «Пламя над Иорданией» посвящены политическим событиям в Ираке и Иордании.
В 1978 году в Бейруте вышло его «Полное собрание сочинений»

## Премии и звания
В 1978 году был награждён международной литературной премией «Лотос» (англ. Lotus Prize for Literature), которая с 1969 года ежегодно присуждалась за лучшие произведения писателей Азии и Африки.
Также ему присвоен титул «Палестинская олива».